# Puszcza Rozwadzka
Puszcza Rozwadzka – osada w Polsce, w województwie mazowieckim, w powiecie przysuskim, w gminie Gielniów.
Nazwa miejscowości została ustalona i wpisana do wykazu urzędowych nazw miejscowości i ich części 1 stycznia 2022 roku.